# Madison Beckham
Madison Beckham (* 8. Juli 2000) ist eine US-amerikanische Tennisspielerin.

## Karriere
Beckham begann mit acht Jahren das Tennisspielen und ihr bevorzugter Belag ist der Hartplatz. Sie spielt vor allem auf der ITF Women’s World Tennis Tour, wo sie bislang aber noch keinen Titel gewinnen konnte.
Ihr erstes und bislang einzige Turnier auf der WTA Tour spielte Beckham 2021, als sie eine Wildcard für die Qualifikation zu den Chicago Fall Tennis Classic erhielt. Sie verlor aber bereits ihr erstes Match sehr klar mit 0:6 und 0:6 gegen die ehemalige Weltranglisten 13. Kirsten Flipkens.

## College Tennis
Nach dem Besuch der Whitney Young High School trat Beckham für die Damentennis-Mannschaft Tigers der Tennessee State University an.